# Ložín
Ložín (ungarisch Lazony) ist eine Gemeinde im Osten der Slowakei mit 833 Einwohnern (Stand 31. Dezember 2024), die zum Okres Michalovce, einem Teil des Košický kraj, gehört und in der traditionellen Landschaft Zemplín liegt.

## Geographie
Die Gemeinde befindet sich inmitten des Ostslowakischen Tieflands, zwischen den Flüssen Ondava westlich und Duša östlich des Ortes. Das Ortszentrum liegt auf einer Höhe von 118 m n.m. und ist 14 Kilometer von Michalovce entfernt.
Nachbargemeinden sind Bánovce nad Ondavou im Norden, Žbince im Osten, Hatalov im Südosten und Bracovce im Süden.

## Geschichte
Ložín wurde zum ersten Mal 1227 als Lazon schriftlich erwähnt. Vor 1332 gab es schon eine Pfarrei mit eigener Kirche. Im 14. Jahrhundert war das Dorf Besitz niederadliger Familien, 1400 Besitz der Familie Monaky, 1405 Izépy, Cseley und schließlich im 18. Jahrhundert Szirmay. 1715 standen 17 verlassene und 10 bewohnte Häuser in Ložín. 1787 hatte die Ortschaft 43 Häuser und 393 Einwohner, 1828 zählte man 83 Häuser und 608 Einwohner, die als Landwirte, Obstbauern und Viehhalter beschäftigt waren. Die Bevölkerung nahm 1831 am sogenannten Ostslowakischen Bauernaufstand teil.
Bis 1918/1919 gehörte der im Komitat Semplin liegende Ort zum Königreich Ungarn und kam danach zur Tschechoslowakei beziehungsweise heute Slowakei. 

## Bevölkerung
| Jahr                | 1994 | 2004    | 2014    | 2024    |
| ------------------- | ---- | ------- | ------- | ------- |
| Anzahl der Personen | 766  | 817     | 807     | 833     |
| Unterschied         |      | +6,65 % | −1,22 % | +3,22 % |

| Jahr                | 2023 | 2024    |
| ------------------- | ---- | ------- |
| Anzahl der Personen | 838  | 833     |
| Unterschied         |      | −0,59 % |

Nach der Volkszählung 2011 wohnten in Ložín 812 Einwohner, davon 710 Slowaken sowie jeweils ein Magyare und Russine. 100 Einwohner machten keine Angabe zur Ethnie.
367 Einwohner bekannten sich zur römisch-katholischen Kirche, 116 Einwohner zur griechisch-katholischen Kirche, 87 Einwohner zur orthodoxen Kirche, 77 Einwohner zur reformierten Kirche, 39 Einwohner zur Evangelischen Kirche A. B. und fünf Einwohner zu den Zeugen Jehovas; ein Einwohner bekannte sich zu einer anderen Konfession. 12 Einwohner waren konfessionslos und bei 108 Einwohnern wurde die Konfession nicht ermittelt.

## Bauwerke
- römisch-katholische Peter-und-Paul-Kirche aus dem frühen 14. Jahrhundert, nach 1726 barockisiert, 1896 im neogotischen Stil umgestaltet und um den Turm ergänzt